# Darnah
Darnah (tiếng Ả Rập: درنة Darna), cũng viết Derna là một thành phố của Libya. Thành phố Darnah có dân số thời điểm năm 2006 là 88.317 người. Đây là thành phố lớn thứ 9 tại Libya.
Thành phố là tỉnh lỵ của một trong những tỉnh giàu có ở bang Barbary, và vẫn là thủ phủ của huyện Darnah, với một diện tích nhỏ hơn nhiều.
Sau các cuộc biểu tình hàng loạt 2011, thành phố được cho là thuộc kiểm soát của phe đối lập Libya, chứ không phải chính phủ của Muammar al-Gaddafi.

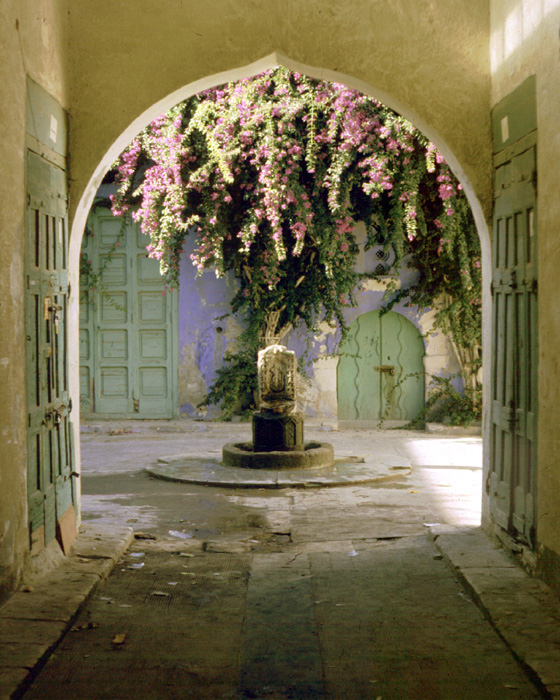
Chợ cũ ở Darnah

Trong thời kỳ Hellenistic, thành phố cổ là một phần của Pentapolis Libya. Dưới thời La Mã, nó đã trở thành một đô thị dân sự và sau đó là tôn giáo của Libya Secunda, hoặc Libya dưới, đó là khu vực Marmarica.